# Юі Міцуе
Юі Міцуе (яп. 由比 光衛, 27 листопада 1860 – 18 вересня 1925) — японський генерал що входив до складу сухопутних сил імператорської армії Японської імперії. Брав активну участь у деяких війнах які вела Японська імперія супроти своїх сусідів серед них були перша японсько-цінська війна, російсько-японська війна, та японська військова інтервенція на територію Сибіру під час громадянської війни на території колишньої Російської імперії.

## Біографія
Юі Міцуе народився в Японії на території провінції Тоса-хан (сучасна японська префектура Коті), його рідне місто є частиною сучасного японського міста Коті. Його батько був самураєм який перебував на службі в клані Ямауті. Юі Міцуе закінчив 5 клас військової академії армії Японської імперії в 1882 році та 7 клас вищої військової академії армії Японської імперії в 1891 році. Після закінчення престижної військової академії він був призначений на різні штабні посади в Генеральному штабі Збройних сил Японської імперії.
Після закінчення своєї служби в статусі штабного офіцера в японської 2-ї армії під час Першої японсько-цінської війни, він був відправлений військовим аташе до Британської імперії пост який він займав з 1895 по 1899 рік, і після закінчення своєї каденції він повернувся до Японської імперії, щоб продовжити свою військову службу в штабі 5-ї дивізії, яка брала участь у тогочасній боксерській війні яка відбувалась на території тогочасного Китаю. Пан Юі Міцуе здобув собі репутацію компетентного офіцера, і, бувши у званні полковника на початку російсько-японської війни, служив заступником начальника штабу під командуванням японського генерала Ясукати Оку який керував японською 2-ю армією. Ближче до завершення війни полковник Юі Міцуе відзначився в битві під Мукденом як начальник штабу японської 8-ї дивізії.
Завдяки своїм військовим здобуткам полковник Юі Міцуе в 1907 році був підвищили у військовому  званні до генерал-майора сухопутних сил імператорської армії Японської імперії, після чого він продовжив свою військову службу під командуванням японського генерала Ясукати Оку, але вже в новому статусі начальника відділу військових операцій Генерального штабу армії Японської імперії, аж до свого чергового підвищення у військовому званні до генерал-лейтенанта, разом з цим він ще був підвищений до коменданта вищої військової академії армії Японської імперії в 1914 році, і він залишався на цьому важливому й поважному посту більшу частину часу коли Японська імперія брала участь у Першій світовій війні.

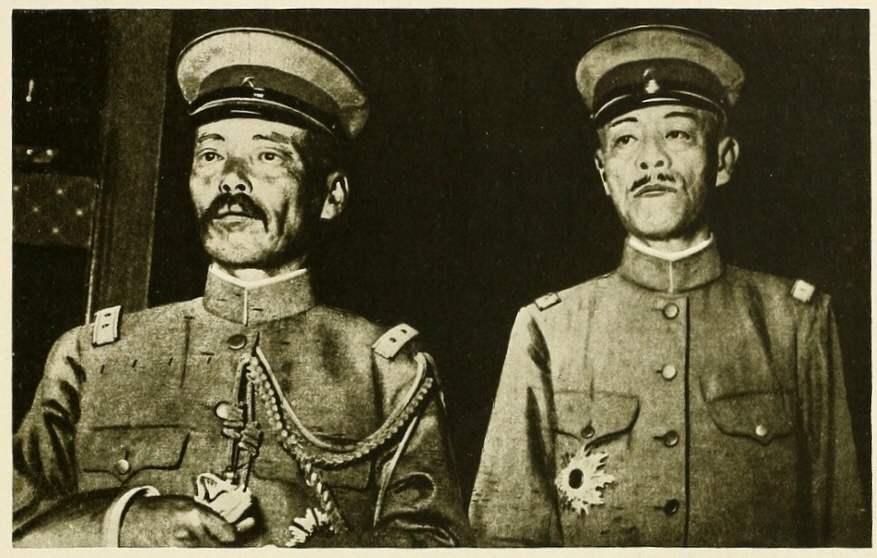
Японські генерал-лейтенант Міцуе Юї та генерал Отані Кікудзо, лідери японських військ у Сибіру

Згодом генерал-лейтенант Юі Міцуе був призначений командиром японської 15-ї дивізії та японської гвардійської дивізії, а в 1918 році він став начальником штабу японської Сибірської експедиційної армії. У квітні 1919 року генерал-лейтенант Юі Міцуе відправив японського генерал-майора Ясутаро Такаянагі з секретною місією для обстеження території Зовнішньої Монголії в рамках планів Японської імперії заохотити монгольський сепаратизм і зрештою відірвати цей регіон від влади та впливу Китаю.
У листопаді 1919 року Юі Міцуе отримав чергове військове підвищення і став японським генералом і командував японським гарнізоном у китайському місті Циндао з 1919 по 1922 роки. Після того як Юі Міцуе звільнився з дійсної військової служби в 1923 році, він отримав почесне звання молодшого другого судового рангу. Генерал Юі Міцуе пішов у військовий запас і загинув через два роки, у 1925 році. Його могила знаходиться на кладовищі Сомеї в столиці Японії місті Токіо.

## Нагороди та відзнаки
- 1895 – Орден Священної Скарбниці 6 ступеня
- 1901 – Орден Східного сонця 4 ступеня
- 1901 – Орден Золотого Коршуна 4 ступеня
- 1914 - Орден Священної Скарбниці 2 ступеня
- 1919 – Великий Кордон Ордена Священного Скарбу
- 1920 – Великий Кордон Ордена Висхідного Сонця
- 1920 – Орден Золотого Коршуна 2 ступеня

## Виноски
1. ↑  官報 // 官報 — 東京都: 国立印刷局, 1883.
2. ↑  Boyd, James (2011). Japanese-Mongolian Relations, 1873-1945: Faith, Race and Strategy. Global Oriental. с. 91. ISBN 978-1906876197.